# Carlo Cecchi
Carlo Cecchi (* 25. Januar 1939 in Florenz) ist ein italienischer Schauspieler und Theaterregisseur.

## Leben
Cecchi erhielt seine künstlerische Ausbildung in Workshops bei Eduardo De Filippo und beim Living Theatre in New York. Nach ersten Filmen Ende der 1960er Jahre widmete er sich ab 1971 für zwei Jahrzehnte vollständig dem Theater, wo sich der charismatische und mit heiserer Stimme, oftmals unnatürlich betonend agierende Darsteller zu einem wichtigen Schauspieler und Regisseur des absoluten Theaters entwickelte. Ab 1971 mit der Kooperative „Granteatro“ verbunden, die später zum Ensemble des „Teatro Nicolini“ in Florenz ausgeweitet wurde, spielte und inszenierte (auf Anregung seiner Schriftstellerfreundin Elsa Morante) Cecchi große Klassiker der Theatergeschichte in einer Verbindung des italienischen Volkstheaters und dem Flair der Avantgarde-Bühnen. Immer kulturkritisch eingestellt, bezeichnet er die Bühne als „die einzige Kunst-Form, die nicht im Internet zu finden ist“.
Für das Kino war er nach den ersten Erfahrungen und folgender Verweigerungshaltung (so lehnte er 1980 die Hauptrolle in Marco Bellocchios Salto nel vuoto ab) erst 1991 wieder tätig, als Bühnenregisseur Mario Martone ihn für Morte di un matematico napoletano gewinnen konnte, der mit einem Spezialpreis beim Filmfestival Venedig ausgezeichnet wurde. Anschließend folgten etliche Filme mit künstlerischem Anspruch, die meist angemessen umgesetzt und zumindest Kritikererfolge wurden. Cecchi spielte den nach Sizilien versetzten strengen und kompromisslosen Richter in Die Eskorte (1993), den snobistischen Journalisten in Io ballo da sola (1996) und den rätselhaften und zwielichtigen Schamanen-Wissenschaftler in L'arcano incantatore (ebenfalls 1996). 2013 wurde er für seine Leistung in Valeria Golinos Miele für einen David di Donatello nominiert.

## Filmografie (Auswahl)
- 1966: Blindekuh (A mosca cieca)
- 1969: Sein Ruhmestag (La sua giornata di gloria)
- 1969: Die Verdammten der Erde (I dannati della terra)
- 1971: Le Mans
- 1993: Die Eskorte (La scorta)
- 1993: Das Netz der Vergangenheit (La fine è nota)
- 1995: Der Husar auf dem Dach (Le Hussard sur le toît)
- 1996: Gefühl und Verführung (Sleeping Beauty)
- 1997: Hamam – Das türkische Bad (Il bagno turco)
- 1998: Die rote Violine (The Red Violin)
- 2000: Ein unmögliches Verbrechen (Un delitto impossibile)
- 2004: Johannes XXIII. – Für eine Welt in Frieden (Il papa buono)
- 2006: Eiskalt – Arrivederci amore, ciao (Arrivederci amore, ciao)
- 2013: Miele
- 2019: Martin Eden